# Sajanskij rajon
Il Sajanskij rajon è un rajon (distretto) del Territorio di Krasnojarsk, nella Russia siberiana meridionale; il capoluogo è la cittadina di Aginskoe.